# Rugby Club Luxembourg
Maillots
Actualités
Le Rugby Club Luxembourg est un club de rugby à XV du Grand-Duché de Luxembourg, basé dans le quartier de Cessange, dans la ville de Luxembourg.

## Histoire
Le Rugby Club Luxembourg est le tout premier club de rugby à XV à naître au Luxembourg. Fondé en mai 1973 par des Français et des Britanniques, expatriés dans la capitale du Luxembourg, le club n’a aucun adversaire dans le pays et se tourne naturellement vers la Fédération française de rugby à XV, qui l’inscrit officiellement. Il entre alors au comité d’Alsace-Lorraine qui l’accueille bien volontiers dans ses compétitions. Après avoir joué cinq saisons à Moutfort, à l’est de Luxembourg, il s’installe dans son stade de Boy Konen à Cessange à l’automne 1977.
Le club participe plusieurs fois à la division d’Honneur Alsace-Lorraine, mais en 1996, il intègre le championnat de Belgique où il demeure six ans avant de revenir en France en 2002. Il n'a toutefois pas le droit de disputer les phases finales du championnat de France. En 2006-07, il joue dans une poule de brassage première série-deuxième série. C'est ensuite de 2007 a 2009 la division promotion honneur Alsace Lorraine avec de bons résultats pour le club (1er place de poule pour la saison 2007-08).
En 2009, à la suite d'une invitation de la Fédération allemande de rugby à XV et à une phase de qualification réussie, l'équipe une du RCL est engagée dans le championnat allemand de 2e division « Sud Ouest ». Il participe à la 1. Bundesliga pour la saison 2012-2013.
Depuis 2010, l'équipe réserve du RCL participe au championnat allemand régional de Rhénanie-Palatinat.

## Palmarès
- Champion du Luxembourg  (12 fois toutes catégories)[réf. nécessaire]